# 비켜라 운명아
《비켜라 운명아》는 2018년 11월 5일부터 2019년 4월 26일까지 방영된 KBS 1TV 저녁일일극이다.

## 방송 시간
| 방송 채널 | 방송 기간                                                                      | 방송 시간                  | 방송 분량 |
| --------- | ------------------------------------------------------------------------------ | -------------------------- | --------- |
| KBS 1TV   | 2018년 11월 5일 ~ 2018년 12월 31일 [1회~41회] (본방송)                         | 매주 평일 저녁 8:25 ~ 9:00 | 35분      |
| KBS 1TV   | 2019년 1월 1일 ~ 2019년 4월 26일 [42회~124회] (본방송)                         | 매주 평일 저녁 8:30 ~ 9:00 | 30분      |
| KBS 1TV   | 2018년 11월 10일 [1,2회] (재방송)                                              | 토요일 오후 3:50 ~ 5:00    | 70분      |
| KBS 1TV   | 2018년 11월 17일 [6,7회] (재방송)                                              | 토요일 오후 3:50 ~ 5:00    | 70분      |
| KBS 1TV   | 2018년 11월 24일 [11,12회] (재방송)                                            | 토요일 오후 3:50 ~ 5:00    | 70분      |
| KBS 1TV   | 2018년 11월 11일 [3~5회] (재방송)                                              | 일요일 오후 3:00 ~ 4:45    | 105분     |
| KBS 1TV   | 2018년 11월 18일 [8~10회] (재방송)                                             | 일요일 오후 3:00 ~ 4:45    | 105분     |
| KBS 1TV   | 2018년 11월 25일 [13~15회] (재방송)                                            | 일요일 오후 3:00 ~ 4:45    | 105분     |
| KBS 2TV   | 2019년 1월 21일 ~ 2019년 4월 29일 [55회~66회] (재방송) / [70회~124회] (재방송) | 매주 평일 아침 9:00 ~ 9:40 | 40분      |
| KBS 2TV   | 2019년 2월 4일 : 재방송 결방                                                   | 매주 평일 아침 9:00 ~ 9:40 | 40분      |
| KBS 2TV   | 2019년 2월 5일 : 재방송 결방                                                   | 매주 평일 아침 9:00 ~ 9:40 | 40분      |
| KBS 2TV   | 2019년 2월 6일 : 재방송 결방                                                   | 매주 평일 아침 9:00 ~ 9:40 | 40분      |
| KBS 2TV   | 2019년 2월 28일 : 재방송 결방                                                  | 매주 평일 아침 9:00 ~ 9:40 | 40분      |

## 등장인물
- (†) 표시는 드라마 상에서 최종적으로 사망한 인물이다.

### 주요 인물
- 박윤재 : 양남진 / 안남진 역 - 남진인력사무소 사장 → 현강그룹 디자인2팀 팀장 → (주) 지니어스 대표 ,승주의 연인

- 서효림 : 한승주 역 - (주)민한의 외동딸, 남진의 연인

- 강성민 : 최시우 / 안시우 역 - 현강그룹의 손자, 현강그룹 디자인1팀 팀장 → 현강그룹 신임 대표이사

- 진예솔 : 정진아 역 - 남진의 소꿉친구이자 첫사랑, 현강그룹 디자인2팀 디자이너, 시우의 아내

- 김혜리 : 최수희 / 최금순 역 - 남진의 생모, 시우의 양어머니

- 강신일 : 허청산 역 - 현강그룹의 고문 변호사, 남진의 조력자

### 고향 사람들
- 조덕현 : 이상현 역 - 남진인력사무소 직원 → 현강그룹 디자인2팀 과장 → (주) 지니어스 부장

- 이종남 : 양순자 역 - 남진의 양모, 청산의 연인

- 육동일 : 강대식 역 - 지방 유지의 외아들, 카페 운영

### 현강그룹
- 남일우 : 안석호 역 † - 현강그룹 설립자이자 선대 회장 (특별출연)

- 송민지 : 서연지 역 - 현강그룹 디자인1팀 디자이너, 대식의 연인, 예비 쌍둥이 엄마

- 양혜진 : 허인숙 집사 역 - 안회장네 집사, 청산의 여동생, 상현의 연인

### (주)민한
- 홍요섭 : 한만석 역 - (주)민한의 대표, 승주의 아버지

- 유지연 : 고연실 역 - 만석의 후처, 승주의 새어머니

- 강두 : 고선규 역 - 연실의 남동생, 택시 기사

### 그 외 인물
- 이정훈 : 장희철 역 - 현강그룹 디자인1팀 실장 (수석 디자이너)

- 채민희 : 김윤희 역 - 현강그룹 디자인2팀 대리 (원단, 부자재 담당)

- 박선준 : 구재선 역 - 현강그룹 디자인2팀 경리과 (경리 업무, 마케팅 담당), 윤희의 연인

- 김민좌 : 이정주 역 - 현강그룹 디자인2팀 디자이너, 워킹맘

- 박부건 : 조두필 역 - 현강그룹 디자인1팀 과장 (홍보, 마케팅 담당)

- 김리원 : 김지영 역 - 현강그룹 디자인1팀 대리 (원단, 부자재 담당)

- 김경룡 : 강종태 역 - 대식의 아버지, 어촌 마을 유지, 주유소 사장

- 김도윤 : 대식 모 역 - 대식의 어머니

- 권혁호 : 방철상 역 - 순자의 전 남편, 남진의 양아버지, 수희(금순)의 고향 오빠

- 정다정 : 이선희 역 - 상현의 딸, 대식의 카페 새 아르바이트생

- 오아린 : 나소정 역 - 시우의 맞선녀, 주성그룹 첫째 딸

- 양승걸 : 나 회장 역 - 주성그룹 회장, 소정의 아버지

- 김주아 : 소정 모 역 - 주성그룹 안주인, 소정의 어머니

- 주수정 : 진아 모 역

- 이상구 : 진아 부 역

- 허은 : 유 비서 역 - 최수희 상무의 비서

- 전성훈 : 김 비서 역 - 청산의 비서

- 공재원 : 김재영 역 - 병원장, 시우의 주치의

- 김희라 : 안현주 역 - 남진 실종 당시 한남동 소망산부인과 신생아실에 근무한 간호사

- 최민금 : 정연숙 역 - 현주의 동료

- 김단우 : 한수지 역 - 미라의 딸

- 김승완 : 서영철 역 - 연지의 남동생

- 고진명 : 봉춘 할아버지 역

- 오승희 : 음식점에서 남자친구와 말다툼 하는 여자 역

- 김오복 : 차에 기름 잘못 넣었다고 따지는 남자 역

- 주부진 : 남진이 하수구 뚫어준 집 할머니 역

- 김철성 : 경찰관 역 - 순자를 조사하는 경찰관

- 박성균 : 만석의 비서 역

- 최나무 : 김소연 역 - 호텔 메이드

- 권영경 : 부동산 사장 역

- 이종구 : 안석재 고문 역 - 최시우의 작은 할아버지

- 김광인 : 조재영 이사 역

- 김재승 : 송재윤 역 - 송사장의 아들

- 이세나 : 김하나 역 - ㈜지니어스 인턴사원

- 이재욱 : 고연실의 중국어 선생님 역

### 기타
- 미상 : 안영규 역 - 석호의 아들, 남진과 시우의 생부.

- 미상 : 김소영 역 - 석호의 며느리, 영규의 부인, 시우와 남진의 생모

### 특별출연
- 간미연 : 한미라 역 - 과거 대한민국 대표 국민 여배우

## 시청률
최저 시청률과 최고 시청률은 시청률 조사회사와 지역별로 시청률에 차이가 있을 수 있습니다.
| 2018년  | 2018년    | 2018년         | 2018년         | 2018년       | 2018년 |
| 회차    | 방송일    | TNmS 시청률    | AGB 시청률     | AGB 시청률   |        |
| 회차    | 방송일    | 대한민국(전국) | 대한민국(전국) | 서울(수도권) |        |
| ------- | --------- | -------------- | -------------- | ------------ | ------ |
| 제1회   | 11월 5일  | 19.6%          | 17.3%          | 15.9%        |        |
| 제2회   | 11월 6일  | 17.4%          | 16.7%          | 15.0%        |        |
| 제3회   | 11월 7일  |                | 14.7%          | 13.0%        |        |
| 제4회   | 11월 8일  | 17.8%          | 16.0%          |              |        |
| 제5회   | 11월 9일  | 16.7%          | 15.4%          |              |        |
| 제6회   | 11월 12일 | 18.3%          | 16.4%          | 14.6%        |        |
| 제7회   | 11월 13일 | 18.7%          | 17.2%          | 15.7%        |        |
| 제8회   | 11월 14일 | 19.9%          | 17.5%          | 15.5%        |        |
| 제9회   | 11월 15일 | 21.5%          | 18.9%          | 13.9%        |        |
| 제10회  | 11월 16일 | 20.3%          | 17.3%          | 15.4%        |        |
| 제11회  | 11월 19일 | 22.2%          | 19.6%          | 17.4%        |        |
| 제12회  | 11월 20일 | 18.2%          | 17.7%          | 16.1%        |        |
| 제13회  | 11월 21일 | 21.1%          | 18.2%          | 15.7%        |        |
| 제14회  | 11월 22일 | 22.5%          | 19.1%          | 17.1%        |        |
| 제15회  | 11월 23일 | 21.1%          | 18.6%          | 17.1%        |        |
| 제16회  | 11월 26일 | 22.9%          | 19.6%          | 17.4%        |        |
| 제17회  | 11월 27일 | 21.8%          | 19.0%          | 17.7%        |        |
| 제18회  | 11월 28일 | 21.8%          | 17.9%          | 15.8%        |        |
| 제19회  | 11월 29일 | 22.3%          | 19.0%          | 17.4%        |        |
| 제20회  | 11월 30일 | 20.5%          | 18.5%          | 16.3%        |        |
| 제21회  | 12월 3일  | 22.4%          | 20.0%          | 17.7%        |        |
| 제22회  | 12월 4일  | 21.1%          | 20.3%          | 18.0%        |        |
| 제23회  | 12월 5일  | 21.2%          | 18.3%          | 16.3%        |        |
| 제24회  | 12월 6일  | 22.9%          | 18.5%          | 16.5%        |        |
| 제25회  | 12월 7일  |                | 19.1%          | 17.9%        |        |
| 제26회  | 12월 10일 | 19.3%          | 18.9%          | 17.2%        |        |
| 제27회  | 12월 11일 | 19.8%          | 18.4%          | 16.8%        |        |
| 제28회  | 12월 12일 | 20.0%          | 17.0%          | 14.6%        |        |
| 제29회  | 12월 13일 | 21.3%          | 19.2%          | 17.9%        |        |
| 제30회  | 12월 14일 | 21.4%          | 18.1%          | 16.8%        |        |
| 제31회  | 12월 17일 | 21.7%          | 18.4%          | 16.8%        |        |
| 제32회  | 12월 18일 | 20.3%          | 17.7%          | 16.1%        |        |
| 제33회  | 12월 19일 | 21.6%          | 18.6%          | 17.0%        |        |
| 제34회  | 12월 20일 | 21.5%          | 18.8%          | 17.0%        |        |
| 제35회  | 12월 21일 | 20.5%          | 18.7%          | 17.4%        |        |
| 제36회  | 12월 24일 | 20.6%          | 18.1%          | 16.3%        |        |
| 제37회  | 12월 25일 | 20.7%          | 19.1%          | 17.3%        |        |
| 제38회  | 12월 26일 | 21.3%          | 19.0%          | 17.3%        |        |
| 제39회  | 12월 27일 | 22.2%          | 19.1%          | 17.7%        |        |
| 제40회  | 12월 28일 | 21.8%          | 19.7%          | 18.3%        |        |
| 제41회  | 12월 31일 | 19.8%          | 18.4%          | 17.3%        |        |
| 2019년  |           |                |                |              |        |
| 제42회  | 1월 1일   | 15.3%          | 15.6%          | 14.4%        |        |
| 제43회  | 1월 2일   | 21.0%          | 19.3%          | 17.8%        |        |
| 제44회  | 1월 3일   | 23.0%          | 20.1%          | 19.1%        |        |
| 제45회  | 1월 4일   | 21.3%          | 19.9%          | 18.3%        |        |
| 제46회  | 1월 7일   | 22.1%          | 19.5%          | 17.5%        |        |
| 제47회  | 1월 8일   |                | 19.1%          | 17.4%        |        |
| 제48회  | 1월 9일   | 20.7%          | 17.9%          | 16.1%        |        |
| 제49회  | 1월 10일  | 22.4%          | 20.4%          | 18.8%        |        |
| 제50회  | 1월 11일  | 20.5%          | 19.4%          | 17.8%        |        |
| 제51회  | 1월 14일  | 21.6%          | 20.0%          | 18.6%        |        |
| 제52회  | 1월 15일  | 21.1%          | 19.2%          | 17.4%        |        |
| 제53회  | 1월 16일  | 20.3%          | 20.1%          | 18.9%        |        |
| 제54회  | 1월 17일  | 22.2%          | 20.0%          | 18.5%        |        |
| 제55회  | 1월 18일  | 21.6%          | 20.5%          | 19.5%        |        |
| 제56회  | 1월 21일  | 22.2%          | 19.7%          | 18.3%        |        |
| 제57회  | 1월 22일  | 22.0%          | 20.2%          | 18.8%        |        |
| 제58회  | 1월 23일  | 21.3%          | 19.6%          | 17.8%        |        |
| 제59회  | 1월 24일  | 22.8%          | 20.8%          | 18.8%        |        |
| 제60회  | 1월 25일  | 21.2%          | 20.4%          | 19.0%        |        |
| 제61회  | 1월 28일  | 23.2%          | 21.6%          | 20.6%        |        |
| 제62회  | 1월 29일  | 22.2%          | 20.3%          | 18.8%        |        |
| 제63회  | 1월 30일  | 21.8%          | 19.5%          | 17.9%        |        |
| 제64회  | 1월 31일  | 22.6%          | 21.3%          | 19.2%        |        |
| 제65회  | 2월 1일   | 22.0%          | 21.1%          | 19.6%        |        |
| 제66회  | 2월 4일   | 16.6%          | 16.1%          | 15.0%        |        |
| 제67회  | 2월 5일   | 15.4%          | 16.1%          | 15.4%        |        |
| 제68회  | 2월 6일   | 19.3%          | 19.9%          | 19.0%        |        |
| 제69회  | 2월 7일   | 23.7%          | 21.5%          | 19.8%        |        |
| 제70회  | 2월 8일   | 18.4%          | 20.4%          | 18.4%        |        |
| 제71회  | 2월 11일  | 18.9%          | 20.9%          | 18.9%        |        |
| 제72회  | 2월 12일  | 19.0%          | 20.9%          | 19.0%        |        |
| 제73회  | 2월 13일  | 22.4%          | 20.0%          | 18.2%        |        |
| 제74회  | 2월 14일  | 22.8%          | 21.8%          | 20.5%        |        |
| 제75회  | 2월 15일  | 22.8%          | 21.4%          | 20.0%        |        |
| 제76회  | 2월 18일  | 24.1%          | 21.2%          | 19.7%        |        |
| 제77회  | 2월 19일  | 23.4%          | 21.0%          | 19.3%        |        |
| 제78회  | 2월 20일  | 23.6%          | 19.9%          | 17.9%        |        |
| 제79회  | 2월 21일  | 24.1%          | 21.3%          | 19.1%        |        |
| 제80회  | 2월 22일  | 23.6%          | 20.5%          | 18.5%        |        |
| 제81회  | 2월 25일  | 24.9%          | 21.2%          | 19.9%        |        |
| 제82회  | 2월 26일  | 23.4%          | 21.4%          | 19.9%        |        |
| 제83회  | 2월 28일  | 18.5%          | 17.6%          | 16.5%        |        |
| 제84회  | 3월 1일   | 22.3%          | 20.9%          | 19.1%        |        |
| 제85회  | 3월 4일   | 24.5%          | 22.5%          | 20.3%        |        |
| 제86회  | 3월 5일   | 24.9%          | 23.1%          | 21.0%        |        |
| 제87회  | 3월 6일   | 23.7%          | 21.9%          | 20.4%        |        |
| 제88회  | 3월 7일   | 25.8%          | 22.7%          | 20.5%        |        |
| 제89회  | 3월 8일   | 24.9%          | 21.1%          | 19.3%        |        |
| 제90회  | 3월 11일  | 25.0%          | 22.8%          | 20.5%        |        |
| 제91회  | 3월 12일  | 25.6%          | 21.9%          | 20.1%        |        |
| 제92회  | 3월 13일  | 23.6%          | 21.2%          | 19.5%        |        |
| 제93회  | 3월 14일  | 24.8%          | 22.2%          | 20.3%        |        |
| 제94회  | 3월 15일  | 24.8%          | 20.9%          | 19.6%        |        |
| 제95회  | 3월 18일  | 24.8%          | 21.6%          | 20.0%        |        |
| 제96회  | 3월 19일  | 24.5%          | 21.5%          | 20.0%        |        |
| 제97회  | 3월 20일  | 24.0%          | 21.2%          | 19.4%        |        |
| 제98회  | 3월 21일  | 24.2%          | 22.0%          | 20.1%        |        |
| 제99회  | 3월 22일  | 20.4%          | 19.2%          | 18.3%        |        |
| 제100회 | 3월 25일  | 25.4%          | 21.7%          | 19.5%        |        |
| 제101회 | 3월 26일  | 21.0%          | 18.7%          | 17.0%        |        |
| 제102회 | 3월 27일  | 22.5%          | 20.5%          | 19.5%        |        |
| 제103회 | 3월 28일  | 23.9%          | 21.4%          | 19.8%        |        |
| 제104회 | 3월 29일  | 22.7%          | 20.1%          | 18.3%        |        |
| 제105회 | 4월 1일   | 24.5%          | 22.2%          | 20.4%        |        |
| 제106회 | 4월 2일   | 23.2%          | 21.2%          | 19.3%        |        |
| 제107회 | 4월 3일   | 23.3%          | 20.1%          | 18.0%        |        |
| 제108회 | 4월 4일   | 23.7%          | 21.2%          | 19.8%        |        |
| 제109회 | 4월 5일   | 22.7%          | 20.6%          | 18.7%        |        |
| 제110회 | 4월 8일   | 24.7%          | 22.0%          | 20.0%        |        |
| 제111회 | 4월 9일   | 23.8%          | 21.5%          | 19.8%        |        |
| 제112회 | 4월 10일  | 22.7%          | 20.4%          | 18.2%        |        |
| 제113회 | 4월 11일  | 19.6%          | 17.9%          | 16.9%        |        |
| 제114회 | 4월 12일  | 22.6%          | 20.3%          | 19.1%        |        |
| 제115회 | 4월 15일  | 23.6%          | 21.2%          | 19.3%        |        |
| 제116회 | 4월 16일  | 23.0%          | 19.7%          | 17.7%        |        |
| 제117회 | 4월 17일  | 21.4%          | 18.8%          | 16.7%        |        |
| 제118회 | 4월 18일  | 24.0%          | 19.6%          | 17.2%        |        |
| 제119회 | 4월 19일  | 20.6%          | 18.3%          | 16.7%        |        |
| 제120회 | 4월 22일  | 24.5%          | 20.8%          | 18.6%        |        |
| 제121회 | 4월 23일  | 24.0%          | 21.1%          | 18.8%        |        |
| 제122회 | 4월 24일  | 23.6%          | 19.5%          | 17.2%        |        |
| 제123회 | 4월 25일  | 25.7%          | 20.8%          | 19.3%        |        |
| 제124회 | 4월 26일  | 24.4%          | 20.4%          | 18.9%        |        |

## 결방 사유 및 연장
- 2019년 2월 27일 : KBS 뉴스특보 《제2차 북미정상회담》 생중계 방송으로 인한 결방.
- 비켜라 운명아 방영 분량이 120부작에서 4회 연장되어 124부작으로 변경 및 확정되었다.

## 수상 및 후보
| 연도 | 시상식       | 부문                    | 수상자        | 결과 |
| ---- | ------------ | ----------------------- | ------------- | ---- |
| 2018 | KBS 연기대상 | 일일극 부문 남자 우수상 | 박윤재        | 수상 |
| 2018 | KBS 연기대상 | 일일극 부문 여자 우수상 | 서효림        | 후보 |
| 2018 | KBS 연기대상 | 베스트 커플상           | 박윤재·서효림 | 후보 |

## 같이 보기
- 2018년 대한민국의 텔레비전 드라마 목록
- 대한민국의 텔레비전 드라마 목록 (ㅂ)